# 죽이고 싶은
"죽이고 싶은"은 2010년에 개봉한 대한민국의 영화이다.

## 캐스팅
- 천호진 : 김민호 역
- 유해진 : 박상업 역
- 서효림 : 하 간호사 역
- 이정헌 : 최 선생 역
- 라미란 : 수간호사 역
- 안은정 : 꼬마 역
- 송서연 : 문수진 역
- 이윤정 : 어린 지나 역
- 이영석 : 양씨 역
- 손진환 : 병원장 역
- 김성범 : 의사 1 역
- 조원희 : 환자 1 역
- 김상화 : 환자 2 역
- 김서형 : 백과장 역 (특별출연)